# Frans Wouters

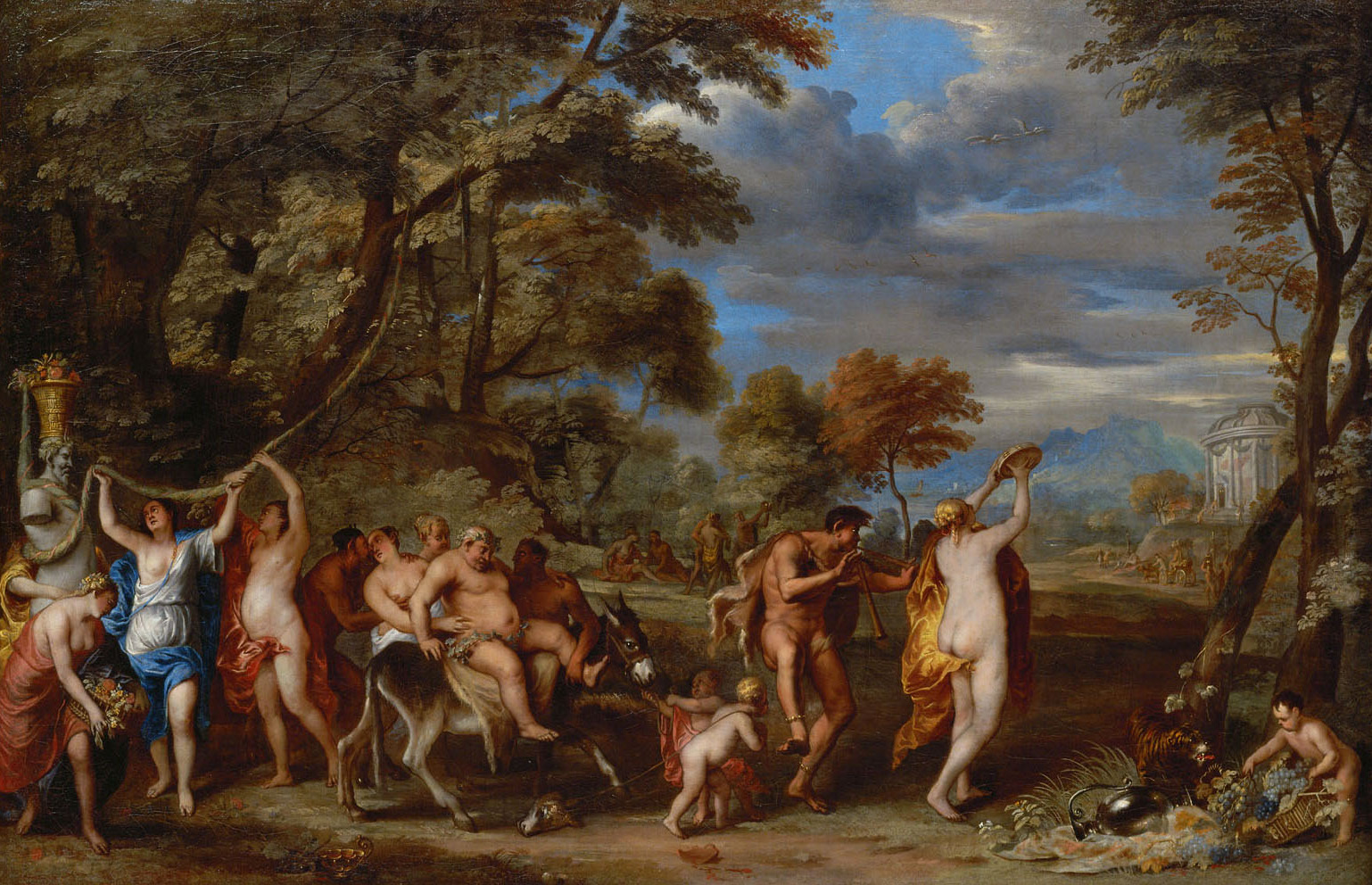
Bacanal, óleo sobre lienzo, 86,5 x 132 cm, Viena, Kunsthistorisches Museum.

Frans Wouters  (Lier, 1612- Amberes, 1659), fue un pintor barroco flamenco, especializado en pintura de gabinete.

## Biografía
Documentado como discípulo de Pieter van Avont en Amberes en 1629, en 1634 pasó al taller de Rubens y bajo su dirección trabajó al año siguiente en las decoraciones para la entrada en la ciudad del cardenal-infante Fernando de Austria. Marchó luego a Viena donde trabajó al servicio del emperador Fernando II y se fechan sus primeras obras conservadas, con escenas bíblicas o mitológicas formadas por pequeñas figuras situadas en amplios paisajes. Se trasladó a continuación a Inglaterra donde trabajó entre 1637 y 1641 como pintor de la corte de Carlos I. Regresó a Amberes, ya de forma definitiva, en 1641 y en 1649-1650 fue elegido decano del gremio de San Lucas.
La influencia de Rubens, predominante en sus primeras obras, de atmósfera pastoril, fue progresivamente sustituida por la de Antoon van Dyck, a quien pudo conocer en Londres y se hizo especialmente visible en las obras posteriores a 1648, pintando para el archiduque Leopoldo Guillermo de Habsburgo, gobernador de los Países Bajos meridionales.